# لين تشرتش
لين تشرتش (بالإنجليزية: Len Church)‏ هو لاعب كرة قاعدة أمريكي، ولد في 21 مارس 1942 في شيكاغو في الولايات المتحدة، وتوفي في 22 أبريل 1988 في ريتشاردسون في الولايات المتحدة.